# Heinrich Ludwig Tschech

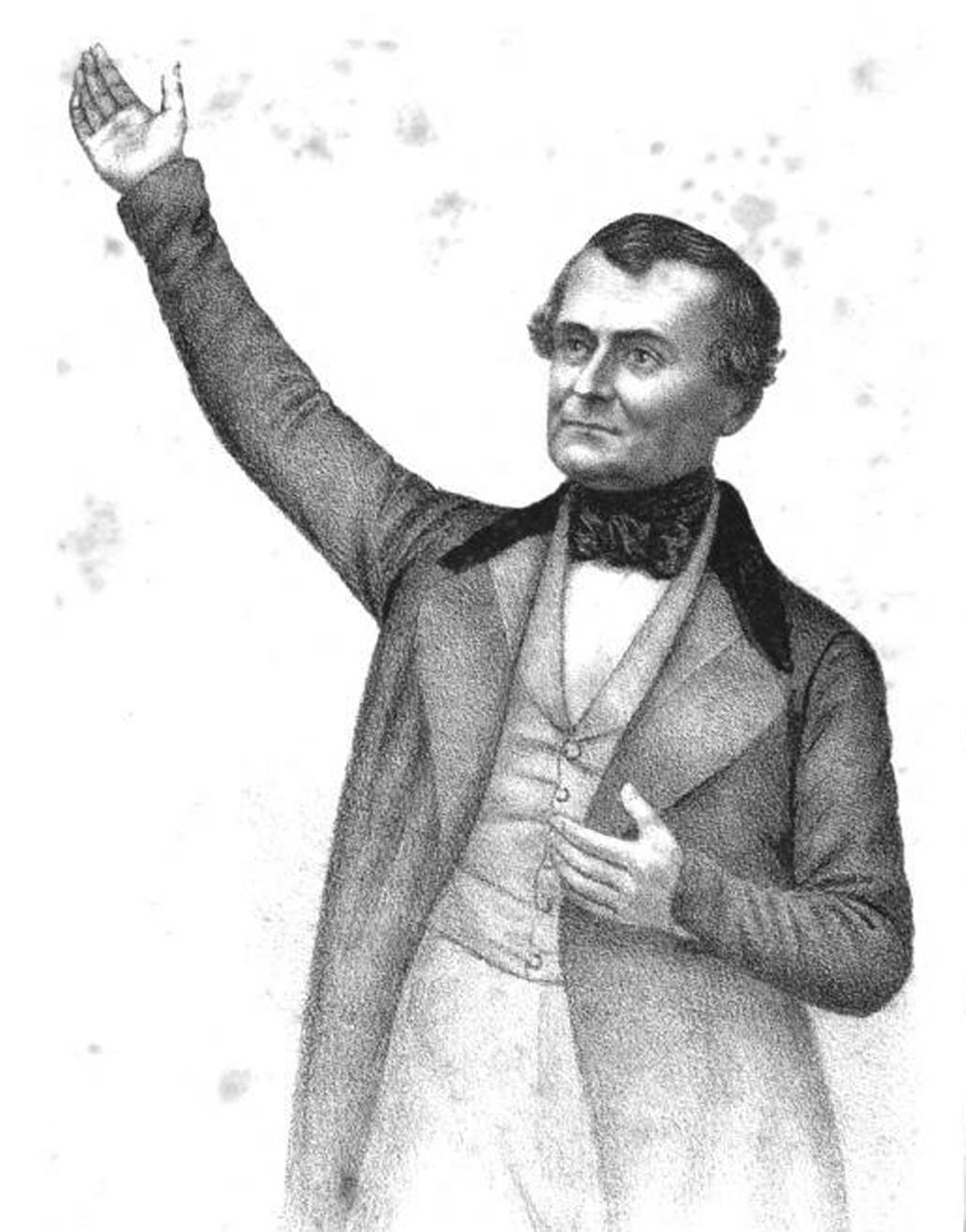
Heinrich Ludwig Tschech (nach der Daguerreotypie vom Vortag des Attentats)

Heinrich Ludwig Tschech (* 28. April 1789 in Klein Kniegnitz, Niederschlesien; † 14. Dezember 1844 in Spandau) verübte als ehemaliger Bürgermeister von Storkow (Mark) am 26. Juli 1844 ein Attentat auf den preußischen König Friedrich Wilhelm IV.

## Der Attentäter
Tschech war Sohn eines Superintendenten, besuchte das Gymnasium, studierte anschließend an der Leopoldina in Breslau und an der Brandenburgischen Universität Frankfurt (an der Oder) Rechtswissenschaft. Ab 1810 lebte er in Berlin, wo er auch seine spätere Frau kennenlernte. Dort war er in verschiedenen kaufmännischen Berufen tätig, so als Inhaber eines Lackiergeschäfts und in Immobiliengeschäften. Seit 1830 Assessor beim Eichamt, war er für die Kontrolle der Maße und Gewichte in Berliner Geschäften und Unternehmen zuständig. Außerdem engagierte er sich als Mitglied der Armenkommission seines Viertels in der Armenfürsorge.
Nach dem Tod seiner Frau wurde er 1832 Bürgermeister im brandenburgischen Storkow. Er soll dort nach Darstellung seiner Tochter Elisabeth durch sein tatkräftiges Eintreten für Verwaltungsreformen in Konflikt mit der Bürgerschaft und vorgesetzten Behörden geraten sein. Als einer seiner Kontrahenten zum Stadtverordnetenvorsteher gewählt wurde und sich auch der Landrat und dessen Sekretär wegen Eigenmächtigkeiten Tschechs der Partei seiner Gegner anschlossen, trat Tschech 1842 von seinem Amt zurück.
Nachdem er zahlreiche Eingaben und Gesuche um Wiedereinstellung an preußische Behörden gerichtet hatte, hiermit aber unter anderem wegen der in Storkow erteilten schlechten Zeugnisse erfolglos geblieben war, und nachdem er ebenso erfolglos auch an Mitglieder der Königsfamilie und zuletzt an den König selbst appelliert hatte, fasste er schließlich den Entschluss, den König zu töten und dadurch ein öffentliches Zeichen zu setzen. Einer eigenen Erklärung zufolge leitete ihn dabei nicht Rache, sondern die Überzeugung, dass ihm kein anderer Ausweg blieb, um vor der Welt seine verletzte Ehre wiederherzustellen:

„da ich eine höhere menschliche Macht zur Erlangung meines Rechtes nicht in Anspruch nehmen konnte, so blieb mir nur noch das einzige Mittel, mein so tief verletztes Recht, meine mit Füssen getretene Ehre zu erreichen, vielleicht zu erhalten und wieder herzustellen. Denn nur auf diese Weise konnte meine Angelegenheit zur allgemeinen Weltsache werden.“

Er kaufte sich eine doppelläufige Pistole und bereitete sich mit Schießübungen auf seine Tat vor. Am Tag vor der Tat ließ er noch eine Daguerreotypie von sich anfertigen, „damit die Welt nach seinem etwaigen Tode sehe, dass seine Physiognomie nicht die eines gemeinen Schurken sei“. Dabei soll er die linke Hand auf die Brust gelegt, die rechte weit ausgestreckt und mit lauter Stimme „Kraft von oben!“ gerufen haben.
Am folgenden Morgen, dem 26. Juli 1844, begab er sich vor 8 Uhr zum Portal des Berliner Schlosses und stellte sich an der Schlosstreppe in der Nähe des wartenden königlichen Reisewagens auf. Als der König und dessen Gemahlin, Elisabeth Ludovika, aus dem Schloss heraustraten, um eine Reise nach Erdmannsdorf in Schlesien anzutreten, ließ Tschech die sich bietende Gelegenheit zum Attentat zunächst ungenutzt, nach eigener Aussage darum, weil er die Königin und die Personen im Gefolge der beiden nicht gefährden wollte. Erst nachdem das Königspaar sich im Wagen niedergelassen hatte, feuerte er schließlich beim Anfahren der Kutsche beide Läufe seiner Pistole auf den König ab.
Der König und die Königin blieben unversehrt. Eine der beiden Kugeln traf lediglich den Mantel der Königin bzw. einem populären Spottlied zufolge „die Landesmutter / durch den Rock ins Unterfutter“. Tschech wurde sofort überwältigt und verhaftet. Das Ausmaß der Aufregung, die das geschichtlich erste Attentat auf einen preußischen König erregte, ist umstritten, doch hatte es auch gesellschaftliche Folgen. Der Zoologische Garten Berlin z. B. wurde ein paar Tage später in aller Stille eröffnet.
In dem anschließenden Prozess wurde Tschech am 19. September 1844 vom Kriminalsenat zum Tode verurteilt. Dieses Urteil wurde durch das Kammergericht am 26. Oktober 1844 bestätigt. Am 10. Dezember wandelte Friedrich Wilhelm IV. die Todesstrafe durch das Rad in eine Enthauptung um, und am 14. Dezember 1844 wurde Tschech in Spandau „mittels des Beils vom Leben zum Tode gebracht“, wie es in der offiziellen Bekanntgabe des Königlichen Preußischen Kammergerichts hieß. Bekundungen von Reue hatte er bis zuletzt ebenso verweigert wie ein Gnadengesuch an den König, obwohl sich unter anderem Bettina von Arnim beim König für seine Begnadigung eingesetzt hatte und in der Nacht vor der Hinrichtung eigens zwei Lokomotiven in Spandau unter Dampf gehalten wurden, um ein etwaiges Gnadengesuch noch rechtzeitig zum König nach Potsdam zu bringen, der es sehr wahrscheinlich positiv beantwortet hätte. Nach Darstellung zeitgenössischer Zeitungsberichte soll der König seine Unterschrift nur nach langem Widerstreben unter das Todesurteil gesetzt und dabei geweint haben.

## Das Porträt des Attentäters
Tschech ließ am Vortag seines Attentats eine Daguerreotypie von sich anfertigen, die seine Tochter Elisabeth als Frontispiz ihrem Buch voranstellte. Das Porträt wurde von der Tochter Tschechs 1849 auch im Druck publiziert. Es existiert außerdem eine physiognomische Beschreibung Tschechs aus der Feder des Prenzlauer Militärarztes und Gerichtsmediziners Sigismund Eduard Loewenhardt (1794–1875). Dieser war in das Gerichtsverfahren gegen Tschech offenbar nicht offiziell einbezogen, sondern beklagte vielmehr, dass das Todesurteil gefällt worden war, ohne ein vorheriges psychiatrisches Gutachten der Königlich wissenschaftlichen Deputation für das Medizinalwesen. Aber er besuchte den zum Tode Verurteilten am Vortag von dessen Hinrichtung in der Zitadelle Spandau und lieferte 1861 in einer seiner medizinischen Schriften eine ausführliche Beschreibung von dessen äußerer Erscheinung, in der erklärten Absicht, entgegen der Selbsteinschätzung Tschechs das Verbrecherische von dessen Physiognomie deutlich zu machen, auch wenn er diesen nicht als prinzipiell von seinem „Wahn“ unheilbar ansah:

„Tschech war ein Mensch von mittlerer Statur und ziemlich gedrungenem Körperbau. Reiches, schwarzes Haar bedeckte den nicht irgendwie auffallend geformten Schädel, und äusserst seltsam trug er eine Locke gerade auf die Stirn herabhängend, die dadurch kleiner erschien, als sie war. Das tief dunkle Auge unter den buschigen Brauen leuchtete widerwärtig wild, und gab ein sprechendes Bild der im Inneren tobenden Leidenschaften, zumal wenn er, was nur zu leicht war, im Gespräch sich aufregte, seine That zu beschönigen, sich als einen Märtyrer darzustellen versuchte. Dann rollte dieses Auge, seine Gesticulationen wurden lebendig, er focht mit den Armen umher, spreizte die Finger, rief den Himmel und die göttliche Gerechtigkeit an, seine voll und kräftig tönende Bassstimme erhob sich, seine beweglichen Züge wurden ängstlich lebendig, die sonst schmutzig gelbliche Gesichtsfarbe überzog sich mit einer flüchtigen dunklen Röte, und man hätte in dieser ganzen Art und Weise an einen südlichen Banditen (eher an einen Wahnsinnigen! Ref.) denken können, wenn nicht die gebildete Sprache und die höflichen Formen, die ihm eigen waren, den Unterschied zwischen ihm und einem Strassenraubmörder aus der Volkshefe sogleich in die Augen springend gemacht hätten. Aber das ganze Wesen dieses Verbrechers hatte etwas Beklemmendes, und er gab ein abschreckendes und warnendes Bild eines durch verwerfliche, nicht gezähmte Leidenschaft tief in seinem Innern aufgewühlten Menschen. Und diese Leidenschaft liess ihn bis zum letzten Augenblick nicht zur Ruhe, zur Betrachtung, zur Reue kommen.“

## Elisabeth Tschech
Tschech hinterließ zwei Töchter, von denen die eine sich auch als Pflegetochter bezeichnet findet und bei den Zeitgenossen keine größere Aufmerksamkeit erregte, während die andere, Elisabeth Tschech, die im Jahr des Attentats und der Hinrichtung ihres Vaters achtzehn Jahre alt wurde, im Weiteren noch eine prominentere Rolle spielte.
Elisabeth scheint dem Vater besonders eng verbunden gewesen zu sein. Noch auf dem Weg zur Richtstätte soll Tschech die Gewissheit geäußert haben, dass sie, die er in seiner Gesinnung erzogen habe, seinen Tod rächen werde. Elisabeth soll ihrerseits die Tat ihres Vaters mit den Worten kommentiert haben: „Ich bin stolz auf meinen Vater, der nach dem König geschossen hat!“. Am 21. August 1844 erschien unter dem Titel Fräulein Tschech ein Artikel im Pariser Vorwärts!, der an diesen Ausspruch anknüpfte und die Gesinnung der Tochter rühmte:

„Das edle achtzehnjährige Mädchen giebt an Mut und gewandter Rede ihrem kühnen, viel erprobten Vater nichts nach. (…) Wenn es erlaubt ist, aus diesem einzelnen Fall einen Schluß zu ziehen, so können wir nicht umhin, über den Auffschwung zu staunen, den das deutsche Bewußtsein seit kurzem in tieffster Stille genommen. (…) Das [d. h. ein solches Attentat] hat sich noch nie in Deutschland ereignet; unerhört ist dort solche marmorne, antike Blutthat, solche kurze, bündige Weise, dem eignen gemarterten Herzen Genugthuung zu verschaffen.“

Elisabeth Tschech galt fortan als gefährlich und stand unter Bewachung der Polizei, die im Juli 1847 und erneut im Frühjahr 1851 auch den belgischen Sicherheitsbehörden jeweils Warnungen zukommen ließ, dass Elisabeth nach Belgien zu kommen beabsichtigte.
Elisabeth hatte in den Jahren nach dem Attentat tatsächlich Kontakte zur Szene der deutschen Dissidenten und Emigranten im Ausland. Sie stand in enger Beziehung zu Karl Heinzen, der am 12. August 1847 in der Deutschen Brüsseler Zeitung seine Absicht bekundete, nach Amerika gehen zu wollen, und zugleich zu Spenden für Elisabeth aufrief. Etwa um diese Zeit verließ Elisabeth Preußen fluchtartig und begab sich nach Frankreich, wo sie sich in Straßburg mit August Becker zusammentat. Becker bemühte sich brieflich um finanzielle Unterstützung für die beiden bei Bakunin in Paris, der seinerseits nur wenig helfen konnte, aber das Gesuch Beckers an Luise Vogt weiterleitete, die nachmalige Ehefrau Hans Kudlichs in Bern, und an Emma Herwegh in Paris, die Ehefrau Georg Herweghs, der zu den Bewunderern Elisabeths zählte und auch ein Gedicht an sie verfasst haben soll. Elisabeth begab sich 1847 möglicherweise mit Becker auch nach Bern, zumindest erschien dort dann 1849 ihre Biographie und Rechtfertigung ihres Vaters, die diesen als politischen Märtyrer stilisiert, aber die historisch wichtigste Quelle geblieben ist.
Elisabeth kehrte zeitweise nach Deutschland zurück und befand sich 1850 in Frankfurt am Main, von wo aus sie sich brieflich an Ferdinand Freiligrath wandte, einen engen Freund Heinzens, um ihn um Unterstützung beim Sammeln von Spenden zu bitten. 1851 traf sie schließlich in Brüssel ein, und dort wurden ihre Kontakte mit anderen Flüchtlingen von den belgischen Sicherheitsbehörden sorgfältig observiert, bis sie sich dann im April 1851 nach Amerika einschiffte.

## Literarische, musikalische und gastronomische Folgen

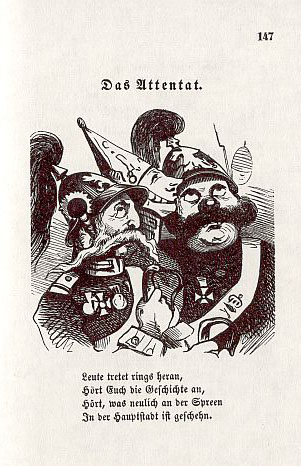

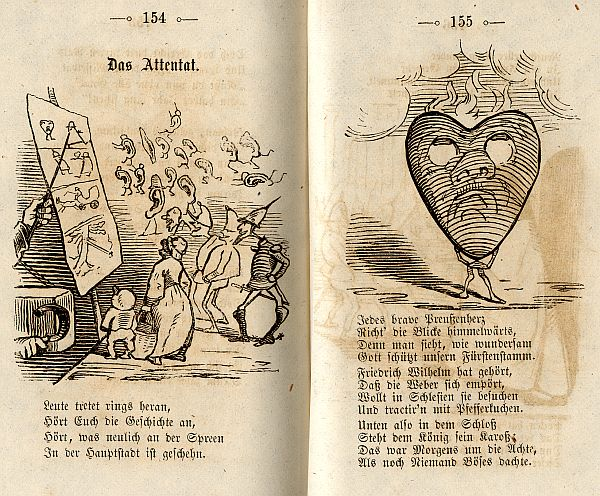

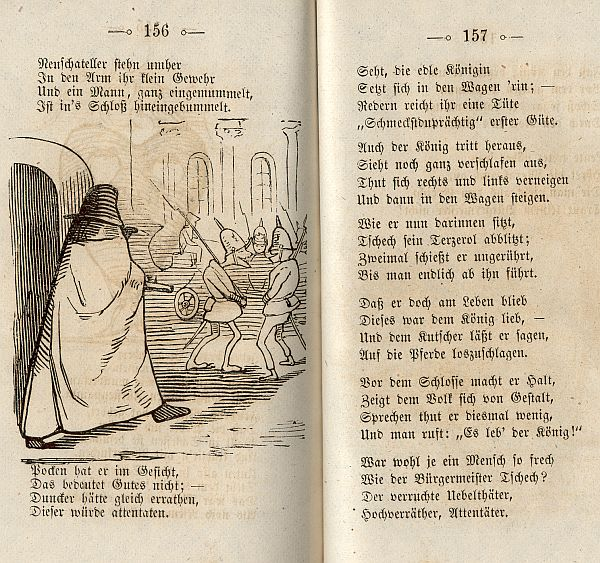

Das Attentat gab den Anlass zur Entstehung eines den König respektlos verspottenden Bänkellieds, das ins Liedgut der Arbeiterbewegung einging und das Friedrich Engels 1887/88 zu den „beiden besten Volkslieder(n) seit dem 16. Jahrhundert“ zählte, wobei diejenigen, die seinerzeit mitsangen, es nunmehr als frivol einschätzten, wie auch der patriotisch gesinnte Leutnant Vogelsang in Theodor Fontanes Roman Frau Jenny Treibel aus dem Jahr 1892 es als einen „erbärmliche(n) Gassenhauer“ erinnert, „darin ganz der frivole Geist spukte, der die Lyrik jener Tage beherrschte“. Es wurde gesungen nach der Melodie eines Festmarsches des in Berlin zu dieser Zeit sehr beliebten Kapellmeisters Joseph Gungl (1809–1889), die auch Joseph Victor von Scheffels Lied Als die Römer frech geworden zugrunde liegt.
Auch für einen König mit weniger übersteigerten Vorstellungen vom eigenen Gottesgnadentum hätte der Text dieses Liedes eine Majestätsbeleidigung dargestellt, in der aufgeregten Stimmung des Vormärz wurde es außerdem als Aufforderung zum Königsmord verstanden. Das Lied wurde verboten, erfreute sich nichtsdestoweniger aber schnell größter Beliebtheit und kursierte bald auch in unterschiedlichen Textversionen. Besondere Popularität erlangte die vierzeilige Schlussstrophe einer dieser Textfassungen:
Hatte je ein Mensch so’n Pech

wie der Bürgermeister Tschech,

dass er diesen dicken Mann

auf zwei Schritt’ nicht treffen kann!
Der Autor des Liedtextes ist unbekannt. Nach dem Schriftsteller Heinrich Pröhle stammt die später mehrfach abgewandelte Urversion von dem Journalisten Friedrich Sass, der mit Pröhle bekannt war und in Berlin im Kreise der „Freien“ um Max Stirner und im Café Stehely verkehrte.
In jüngerer Zeit adaptierten das Lied unter anderem der Düsseldorfer Liedermacher Dieter Süverkrüp und die Leipziger Gruppe Folkländers Bierfiedler.
1846 begann der demokratisch gesinnte Königsberger Albert Dulk mit der Arbeit an einem Drama über Tschech in fünf Akten, das jedoch Fragment blieb. Als Dulk, der im Zusammenhang mit den Leipziger Unruhen von 1845 aus Sachsen ausgewiesen worden war, die Tochter Tschechs besuchte, erregte er die Aufmerksamkeit der preußischen Polizei und geriet für sechs Wochen in Halle in Haft.
Das Attentat regte jedoch nicht nur revolutionär gesinnte Geister zu künstlerischer Verarbeitung an. Felix Mendelssohn Bartholdy, der auf einer Reise nach Zweibrücken von dem Attentat erfahren hatte, komponierte Mitte August seine achtstimmige Motette Denn er hat seinen Engeln befohlen über dir MWV B 53 (Ps 91,11-12 ), die er dem König als „Glückwunsch“ zu dessen Errettung übersandte und die bereits am 2. September in Königsberg vor den Majestäten zur Aufführung kam. Zwei Jahre später nahm Mendelssohn das Stück, ergänzt um eine Orchesterbegleitung, in sein Oratorium Elias op. 70 auf.
Auch Sigismund von Neukomm schrieb aufgrund des Attentats zwei Chorwerke für den König. Der 91. Psalm und Der 20. Psalm entstanden am 19. bzw. 20. August in England. Der König ließ sie sich im Oktober in Berlin vorsingen.
Seit dem Jahr 2016 hat man in der Stadt Storkow (Mark), in der Tschech als Bürgermeister tätig war, eine lokale Spezialität nach ihm benannt: Die Tschechkugel, welche von örtlichen Gastronomen angeboten wird. Es handelt sich dabei um ein Hackbällchen, hergestellt aus den zu Tschechs Zeit gängigen Fleischsorten, gefüllt mit Pastinaken und Möhren. Dazu wird meist eine scharfe Preiselbeersauce gereicht. Ergänzend wurde auf der Burg Storkow ein Tschech-Zimmer eingerichtet, was die Geschichte um den ehemaligen Storkower Bürgermeister erzählt.

## Zeitgenössische Quellen
- Anonyme Flugschrift: Des Hochverräthers Heinrich Ludwig Tschech mörderischer Angriff auf das Leben des Königs von Preussen, weshalb er den 14. Decbr. 1844 bei Spandau hingerichtet wurde. Wiedergegeben in Rudolf Schenda (Hrsg.): Tausend deutsche populäre Drucke aus dem neunzehnten Jahrhundert. In: Archiv für Geschichte des Buchwesens 11,6-7 (1971), S. 1466–1651, hier S. 1509, S. 1551
- Elisabeth Tschech: Leben und Tod des Bürgermeisters Tschech, welcher am 26. Juli 1844 auf den König von Preußen schoß und den 14. Dezember 1844 in Spandau hingerichtet wurde. Druck und Verlag von Jenni, Sohn, Bern 1849 (Technisch mangelhaftes Digitalisat im Münchener Digitalisierungszentrum)
- Sigismund Eberhard Loewenhardt: Kritische Beleuchtung der medicinisch-psychischen Grundsätze nebst den darauf basirten Ober-Gutachten der Königlich wissenschaftlichen Deputation für das Medicinal-Wesen in Preussen, Wilhelm Logier, Berlin 1861, S. 577–580